# Андрейс Павловс
Андрейс Павловс (латис. Andrejs Pavlovs, нар. 22 лютого 1979, Рига) — латвійський футболіст, воротар клубу «Сконто». П'ятиразовий чемпіон Латвії та дворазовий володар національного кубку.
Насамперед відомий виступами за клуб «Сконто» та «Ригу», а також національну збірну Латвії.

## Клубна кар'єра
У дорослому футболі дебютував 2000 року виступами за команду «Поліціяс», яка виступала у Вищій Лізі. Провівши один сезон в ризькому клубі, 22-річний голкіпер перейшов до складу «Сконто», найсильніший на той момент клуб Латвії. У «Сконто» Павлов був змінщиком Андрейса Піеделса і грав нечасто. У складі свого клубу Андрій тричі ставав чемпіоном Латвії.
Після «Сконто» виступав за «Ригу», в складі якої провів 50 матчів. У 2008 році перейшов до табору чемпіона Латвії «Вентспілса», де спочатку був дублером Андріса Ванінса, який став у 2008 році найкращим футболістом Латвії. У грудні Павловс був близький до переходу в шотландський «Кілмарнок», але трансфер не відбувся. Початок сезону 2008/09 Андрій провів в «Шахтарі» з Солігорська, де перебував на правах оренди. Після переходу Ванінса в «Сьйон» Павловс повернувся в «Вентспілс», але не зміг витримати конкуренції з Александсром Колінько за місце в основі, тому у жовтні 2009 року Павловс підписав контракт з кіпрським клубом «Акрітас Хлоракас», що виступав у другому дивізіоні, де грав до кінця сезону.
Після успішного сезону, воротаря в червні 2010 року запросили в «Пафос» з вищого дивізіону, де Павловс також став основним.
Після вильоту «Пафоса» з еліти по завершенню сезону, Павловс підписав контракт з «Олімпіакосом» і залишився виступати у вищому дивізіоні. За нікосійський клуб Павловс провів 9 матчів, після чого розірвав контракт у січні 2012 року за обопільної згоди сторін.
28 січня 2012 року Павловс приєднався до болгарського «Локомотива», підписавши півторарічний контракт. Проте, не провівши за півроку жодного матчу, в травні 2012 року приєднався до клубу «Спартакс» (Юрмала). За півтора року встиг відіграти за юрмальський клуб 27 матчів у національному чемпіонаті, після чого на початку 2014 року повернувся в «Сконто». В кінці 2015 року команда не отримала ліцензію на виступи в елітному дивізіоні на наступний сезон, проте Павловс залишився виступати з командою в Першій лізі.

## Виступи за збірну
2002 року дебютував в офіційних матчах у складі національної збірної Латвії.
У складі збірної був учасником чемпіонату Європи 2004 року у Португалії, проте на поле жодного разу не вийшов.
Всього провів у формі головної команди країни 2 матчі, в яких пропустив чотири голи.

## Статистика виступів

### Статистика виступів за збірну
| Дата      | Місто             | Господарі  | Результат | Гості    | Турнір           | Голи | Примітки |
| --------- | ----------------- | ---------- | --------- | -------- | ---------------- | ---- | -------- |
| 27-3-2002 | Есперанж (комуна) | Люксембург | 0 – 3     | Латвія   | товариський матч | -    | 82'      |
| 21-2-2004 | Ларнака           | Латвія     | 1 – 4     | Білорусь | товариський матч | -4   |          |
| Усього    |                   | Матчів     | 2         |          | Голів            | -4   |          |

## Титули і досягнення
- Чемпіон Латвії (5):

«Сконто»: 2001, 2002, 2003, 2004
«Вентспілс»: 2008
- Володар Кубка Латвії (3):

«Сконто»: 2001, 2002
«Вентспілс»: 2016-17